# Сухарев, Александр Дмитриевич
Александр Дмитриевич Сухарев (1771—1853) — генерал-майор русской императорской армии, участник войн против Наполеона, позднее действительный тайный советник, сенатор. Брат Фёдора Сухарева.

## Биография
Родился 4 (15) января 1771 года — сын офицера лейб-гвардии Преображенского полка. В военную службу был записан 20 июня 1775 года капралом в лейб-гвардии Преображенский полк, 28 июня 1776 года был переведён сержантом в лейб-гвардии Измайловский полк.
Начав службу, в 1789—1790 годах принимал участие в русско-шведской войне, отличился в сражении при Свенксзунде; 22 августа 1789 года был произведён в прапорщики.
Произведённый 1 апреля 1797 года в капитаны, 8 сентября 1798 года он был уволен в гражданскую службу с переименованием в коллежские советники; 16 июля 1799 года назначен в Экспедицию государственных доходов; 12 мая 1800 года произведён в статские советники.
Вернулся на военную службу 5 июля 1801 года — с переименованием из статских советников в генерал-майоры. Был назначен членом Военной коллегии. В 1811 году переведён на гражданскую службу — действительным статским советником.
В начале войны 1812 года А. Д. Сухарев вступил в Санкт-Петербургское ополчение, где был сначала дежурным генералом, потом начальником 16-й дружины. По выступлении в поход заболел и лишь в декабре смог присоединиться к действующей армии. В 1813 году был назначен командиром бригады в одной из пехотных дивизий, участвовал в сражениях при Гисгюбеле и Плауцене, находился при блокаде Дрездена и Гамбурга.
6 октября 1813 года Сухарев был удостоен ордена Св. Георгия 4-й степени (№ 2699 по кавалерскому списку Григоровича — Степанова)
За отличие в сражении с французами при Лейпциге.
В феврале 1814 года назначен председателем полевого аудиториата Польской армии, в 1815 году — директором госпиталей во Франкфурте; 4 января 1816 года, по возвращении из Заграничного похода, был уволен в отставку с мундиром и пенсией.
Спустя десять лет, 9 апреля 1826 года он был вновь принят на военную службу с зачислением по армии, причём старшинство в чине генерал-майора ему было установлено с 10 октября 1811 года. Состоял Санкт-Петербургском ордонанс-гаузе и пресузом комиссии Военного суда в Санкт-Петербурге, занимался расследованием деятельности провиантских чиновников.
С 5 июня 1832 года был назначен сенатором с производством в тайные советники; с 9 июня присутствовал в бывшем временном общем собрании Сената. С 3 апреля 1837 года присутствовал в 3-м отделении 5-го департамента и с 11 апреля 1839 года — в Межевом департаменте. В действительные тайные советники был произведён 1 января 1853 года.
Скончался 30 апреля (12 мая) 1853 года в Санкт-Петербурге, похоронен на Тихвинском кладбище Александро-Невской лавры.

## Награды
- Орден Святой Анны 2-й степени
- Орден Святого Владимира 3-й степени (22 сентября 1802)
- Орден Святого Георгия 4-й степени (6 октября 1813 года, № 2699 по кавалерскому списку Григоровича — Степанова)
- Орден Святой Анны 1-й степени (31 декабря 1834 года)
- Орден Святого Владимира 2-й степени (30 декабря 1840 года)
- Орден Белого орла (30 августа 1848 года)

## Семья

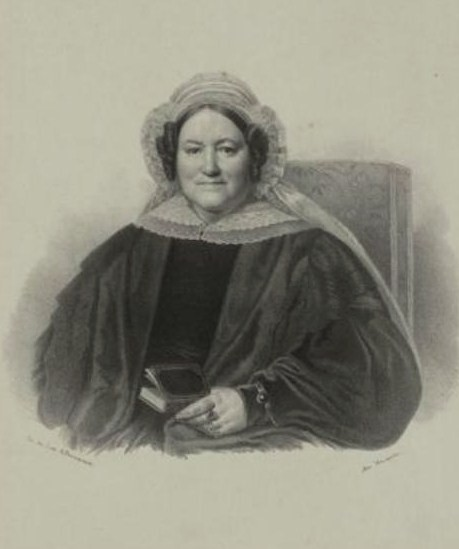
Жена, Агафоклея Марковна

Первой женой Сухарева была Агафоклея Марковна Полторацкая (30.07.1776—31.01.1840), наследница мызы Косая Гора, дочь M. Ф. Полторацкого от его брака с А. А. Шишковой. По словам М. Корфа, «сенатор Сухарев, человек пустой и ничтожный, известен был только по своей жене. Она была женщина умная, энергичная, отличная распорядительница, но вместе по тону и манерам порядочная торговка». Деятельная благотворительница, она занимала место председательницы Женского попечительного комитета о тюрьмах и более 16 лет — председательницы Петербургского женского патриотического общества.
Их сын Александр (22.07.1801—06.11.1862); в 1829 году уволен из лейб-гвардии Конного полка штабс-ротмистром, на статской службе достиг чина действительного статского советника, женился 11 апреля 1828 года на дочери полковника Наталье Петровне Бибиковой (1803—1888). Их дочь Агафоклея была женой генерала от артиллерии Апостола Спиридоновича Костанды.
Второй раз женился 22 мая 1842 года на вдове штабс-капитана Марии Ивановне Висленевой.